# Gath-Carmel
Gath-Carmel va ser una ciutat cananea propera al mont Carmel i, per tant, a la vora de l'actual Haifa. Les cartes d'Amarna la mencionen i l'anomenen Ginti-kirmil. No se'n coneix la ubicació exacta.
Els investigadors coincideixen que aquest Gath-Carmel seria la ciutat dels filisteus anomenada Gat, on vivia Goliat, a qui David va vèncer. Plini el Vell menciona una ciutat que anomena Getta, al nord del mont Carmel, que s'ha identificat amb Gath-Carmel.